# Xã Mountain, Quận Scott, Arkansas
Xã Mountain (tiếng Anh: Mountain Township) là một xã thuộc quận Scott, tiểu bang Arkansas, Hoa Kỳ. Năm 2010, dân số của xã này là 396 người.